# Кілдеркін
Кілдеркін (англ. kilderkin) — старовинна англійська міра вимірювання рідини, а також невелика бочка місткістю 81,83 літра.
1 кілдеркін = 1/2 бареля = 1/3 хогсхеда = 2 феркіни.
У різні століття об'єм рідини, що вимірювався в кілдеркінах змінювався так:
- У 1454 році: 1 кілдеркін = 16 ельєвих галонів елю = 73,94 літри, а також 1 кілдеркін = 18 ельєвих галонів пива = 83,18 літри.
- У 1688 році: 1 кілдеркін = 17 ельєвих галонів = 78,56 літрів.
- У 1803 році: 1 кілдеркін = 18 ельєвих галонів = 83,18 літри.
- З 1824 року: 1 кілдеркін = 18 англійських галонів = 81,83 літрів.